# 尼俄伯
尼俄伯（英語：Niobe），古希腊神话女性人物之一。父为坦塔罗斯。母親為狄俄涅，丈夫為安菲翁，兩人育有十四個子女（七男七女）
在神話中在祭拜女神勒托的祭典中聲稱自己的子女比對方多當作藉口，要求民眾將自己作為膜拜對象藉此侮辱勒托。因而觸怒勒托的兩個子女——阿波罗和阿尔忒弥斯，導致自己的十四個子女皆被阿波罗和阿尔忒弥斯給射殺，當自己的十四個子女離奇身亡促使丈夫悲慟而持刀自盡，自己則在子女與丈夫的遺體旁邊流淚化为石头，被神明給移落至弗里吉亚之西皮洛斯山而仍旧流泪。后人用“尼俄柏的悲伤”形容永无休止的悲伤。其事迹常反映于相关文学作品之中。
元素鈮（Nb)是由尼俄伯的名字為命名